# Chicago Bears
Chicago Bears este o echipă de fotbal american cu sediul în Chicago, Illinois. Echipa face parte din Divizia de Nord a Conferinței Naționale (NFC) din National Football League (NFL). Echipa este din punct de vedere legal și corporativ înregistrată ca Chicago Bears Football Club, Incorporated. 
Bears au câștigat nouă NFL Championships (opt înainte de fuziune și un Super Bowl). Bears dețin recordul NFL celor mai mulți consacrați în Pro Football Hall of Fame, cu 27 de membri și cele mai multe numere retrase, 13. Bears au înregistrat de asemenea cele mai multe sezoane normale și mai multe victorii per total decât orice altă franciză NFL. Franciza a înregistrat a 700-a victorie pe 18 noiembrie 2010.
Clubul a fost fondat în Decatur, Illinois, în 1919 și s-a mutat la Chicago în 1921. Împreună cu Arizona Cardinals (la început tot din Chicago), este una dintre cele două francize, care au mai rămas dintre cele fondatoare a NFL.